# 스즈키 미키사부로

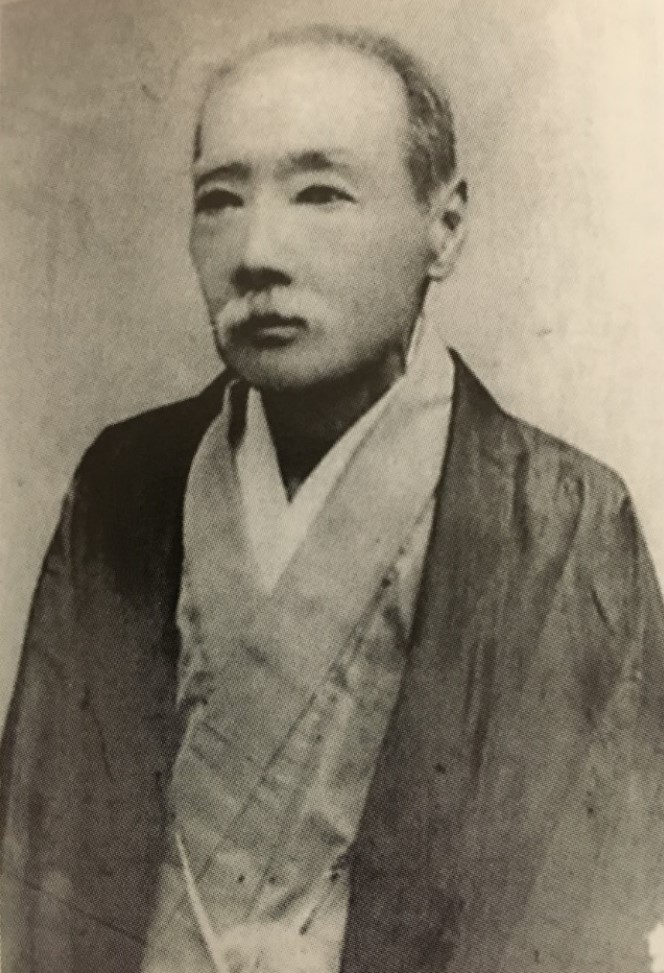

스즈키 미키사부로(鈴木三樹三郎)는 신센구미의 9번대 대장이다. 메이지 시대에는 경찰관을 지냈다.
미키사부로는 히타치 시즈쿠번 출신으로 스즈키 센에몬 다다아키(鈴木専右衛門忠明)의 아들로 태어났다. 친형은 이토 가시타로이다.